# Sky Bridge 721
Sky Bridge 721 este un pod suspendat pietonal deschis în mai 2022 în Dolní Morava din Republica Cehă. Se află în Králický Sněžník și duce peste Mlýnské údolí (Valea Morii) cu Mlýnský potok (Pârâul Morii). Cu o lungime de 721 metri, este actual cel mai lung pod suspendat pietonal din lume (situația în mai 2022).
Situat în masivul muntos Králický Sněžník, la granița polono-cehă, oferă utilizatorilor vederi grandioase ale peisajului din preajmă.

## Istoric
Construcția podului pietonal Sky Bridge 721 a fost aprobată în 2015. Investitorul este proprietarul Mountain Resort Dolní Morava. Construcția a fost proiectată de compania cehă Taros Nova a.s. Podul finalizat a fost prezentat presei pe 9 mai 2022 și deschis oficial publicului pe 13 mai 2022.

## Date tehnice
Podul Sky Bridge 721 are următoarele caracteristici:
- Lungime: 721 m
- Înălțimea maximă de la nivelul solului: 95 m
- Pavaj: grătar metalic
- Lățime: 1,20 m
- Înălțimea balustradei: 1,20 m
- Înălțimea pilonilor: 11,4 m
- Material: 6 cabluri de oțel
- Diametrul cablurilor portante: 76 mm
- Greutatea podului: 405 tone
- Greutatea totală a cablurilor: 158 tone
- Greutatea structurilor auxiliare: 20 tone
- Investiție: 200 000 000 coroane
- Elevație capătul Sláměnka: 1110 m deasupra nivelului mării.
- Elevație capătul Chlum 1116 m deasupra n. m.

## Utilizare
Utilizarea podului este supusă unei taxe și poate fi folosit doar într-o singură direcție. Vizitatorii trebuie să rezerve un interval orar online în prealabil. Există un telescaun până la punctul de plecare. Din 2015 există și un turn de observație înalt de 55 metri „Stezka v oblacích” (în ro: Traseu în nori), nu departe de pod.
Dacă viteza vântului depășește 72 km/h, podul este închis traficului.

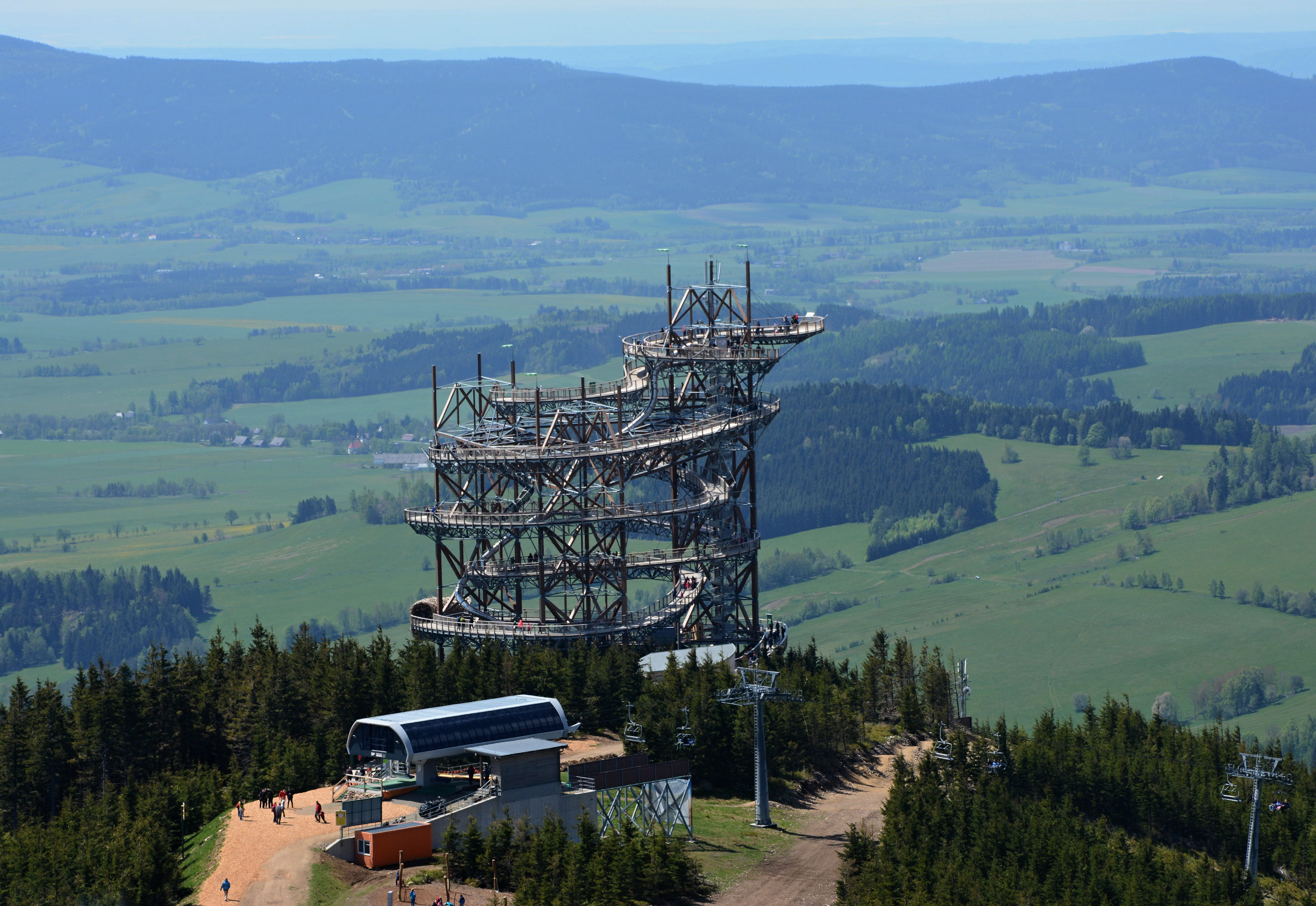
Turnul de observație „Traseu în nori”
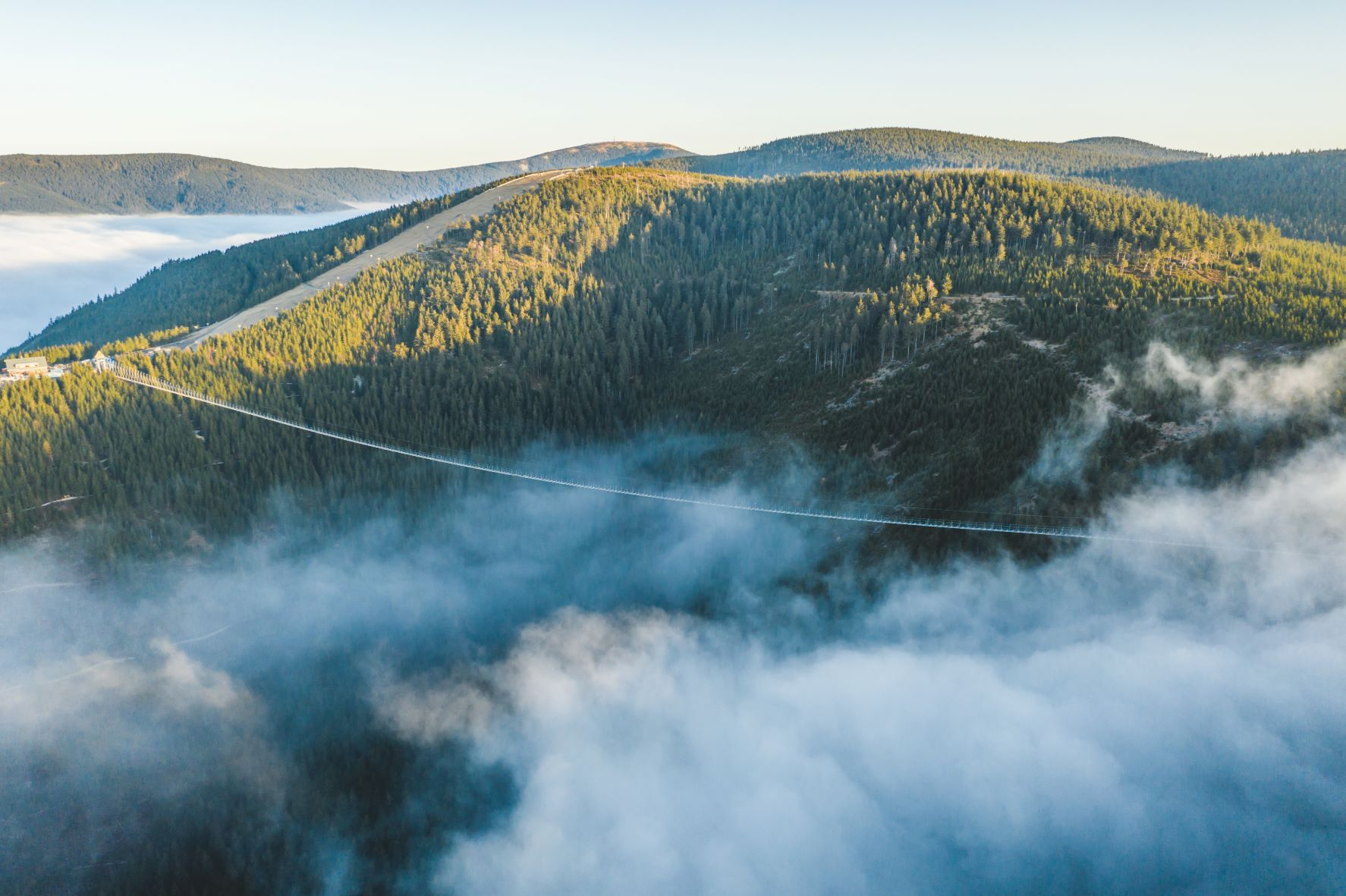
Sky Bridge 721

Vântul puternic a fost capabil să devieze podul cu până la 33 de metri în timpul construcției. Cu toate acestea, acest lucru nu se poate întâmpla vizitatorilor de astăzi. Pentru a preveni mișcarea podului din cauza înghețului sau vântului, experții l-au asigurat cu cabluri stabilizatoare.